# Sources Chrétiennes

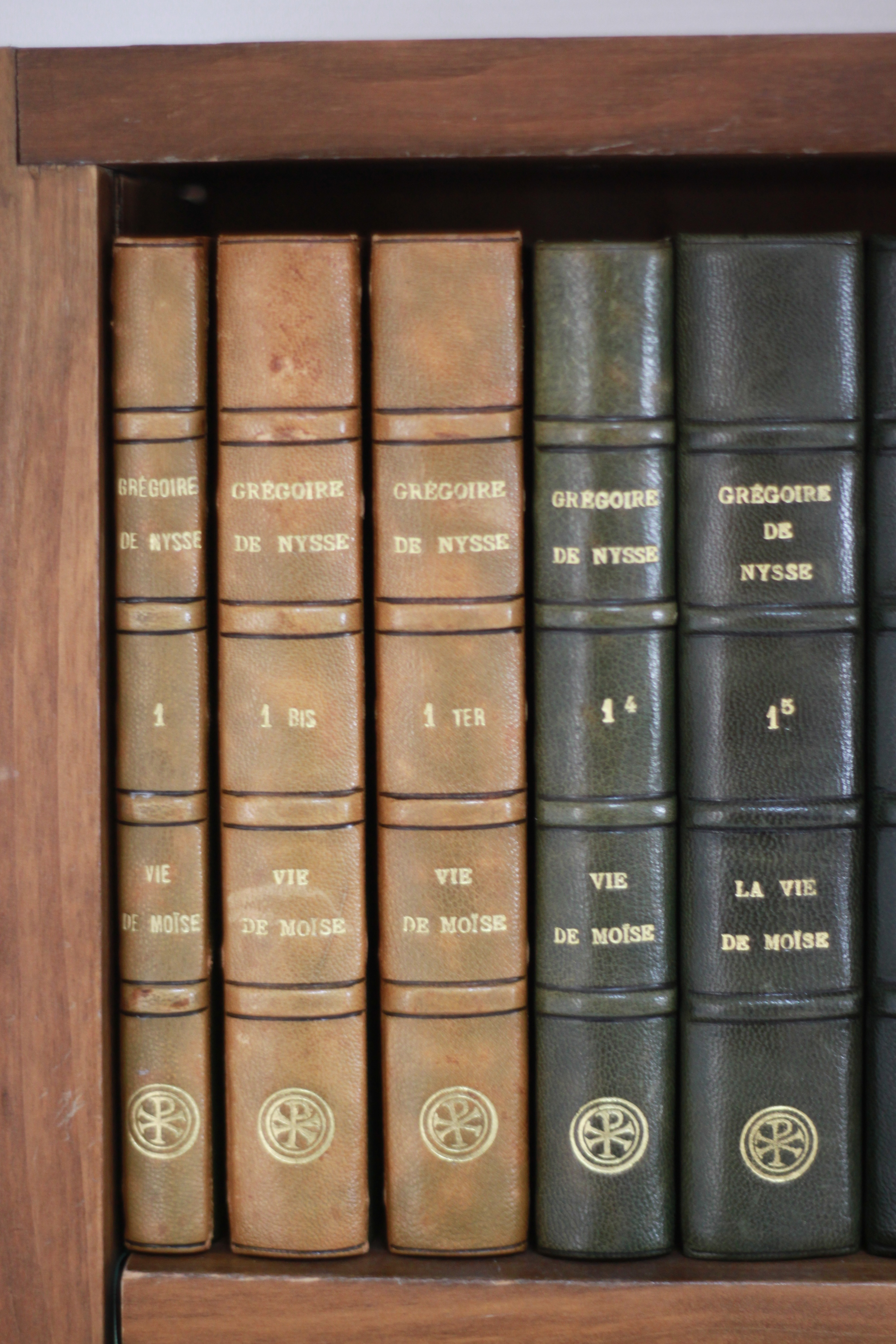
I primi volumi delle "Sources Chrétiennes".

Sources Chrétiennes, (in italiano Fonti cristiane, il titolo è spesso abbreviato in SC o SCh), è una collana di edizioni critiche pubblicata dall'omonimo istituto francese il cui compito primario consiste nell'editare e pubblicare le opere dei Padri della Chiesa e degli antichi scrittori cristiani. Fondata a Lione (Francia) nel 1942 per iniziativa di alcuni padri Gesuiti: Victor Fontoynont, Jean Daniélou, Henri de Lubac e Claude Mondésert, la collezione oggi (novembre 2018) vanta la pubblicazione, con analisi critica del testo e relativo commento, di 600 volumi; scopo della serie è la diffusione delle opere degli autori cristiani e del primo Cristianesimo nell'ottica di una teologia del ricorso alle fonti (ressourcement) attingendo alle sorgenti della fede cristiana. A questo scopo le Sources Chrétiennes offrono edizioni critiche affidabili dei testi patristici – sempre accompagnati dall'originale greco o latino – con una traduzione francese, un ampio apparato di commento e una introduzione generale alle opere, al loro autore e al loro contesto storico e socio-culturale.

## Gli inizi
Sin dagli anni Trenta del XX sec. si sviluppava nello Scolasticato dei gesuiti di Fourvière, a Lione, l'idea di pubblicare su ampia scala gli scritti dei Padri della Chiesa. Alla base di questa impresa era la volontà di far conoscere a un pubblico più preparato le sorgenti spirituali della Chiesa primitiva; allo scopo di fornire un solido fondamento alla conoscenza di queste opere si doveva però stabilire criticamente il testo pubblicato. Grazie a P. Victor Fontoynont S.J. il progetto prese finalmente forma nel 1932. Le prime bozze erano già pronte poco prima della Seconda Guerra Mondiale, tuttavia nel 1932 il superiore generale della Compagnia di Gesù a Roma impose temporaneamente la sospensione dei lavori. Le comunicazioni, rese difficili a causa della guerra, fecero sì che i lavori cessassero di proseguire.
Nel 1941 la direzione dei lavori fu assunta a Lione da Henri de Lubac e a Parigi da Jean Danielou; tale doppia direzione era volta a rispondere alla situazione politica della Francia che in quella fase della Guerra era stata divisa nella parte settentrionale, controllata dalla Germania, e quella meridionale, autonoma. Come editore furono scelte Les Éditions du Cerf , allora dirette da P. Thomas Georges Chifflot OP.  Al principio del 1943 uscì il primo volume della serie: si trattava della Contemplazione sulla vita di Mosè  di Gregorio di Nissa. La scelta non fu casuale: nella Parigi di quel tempo, occupata dai nazisti e in cui imperversava la furia dell'antisemitismo, Jean Daniélou  già nella prefazione notava come la Contemplazione sulla vita di Mosè dimostrasse che le origini cristiane si radicano in Mosè e nel semitismo. A causa della scarsità di carta e delle restrizioni imposte dall'economia bellica questo primo volume e i tre seguenti non comprendevano il testo greco originale. La serie venne proseguita con grande passione e si giovò del supporto di molti studiosi tra i quali Henri-Irénée Marrou, professore alla Sorbona di Parigi.
Nel 1944 P. Claude Mondésert SJ ebbe l'incarico di Segretario delle Sources Chrétiennes e si preoccupò di dare all'iniziativa una solida base economica: accanto ai fondi derivati da sponsor privati ottenne – sin dagli anni Cinquanta – il supporto del Centre National de la Recherche Scientifique e nel 1956 diede luogo alla associazione dei sostenitori che prese il nome di Association des Amis de Sources Chrétiennes.  Fra gli autori greci pubblicati in seguito figurano Origene, Clemente di Alessandria, Atanasio, i padri Cappadoci, (Basilio Magno, Gregorio Nazianzeno, Giovanni Crisostomo), Cirillo di Alessandria, Teodoreto di Cirro; tra gli autori latini spiccano, invece, Tertulliano, Cipriano, Ilario di Poitiers, Ambrogio di Milano, Gregorio Magno, e inoltre autori medievali come Bernardo di Chiaravalle e Simeone il nuovo Teologo. Fra i testi greci meritano particolare menzione le Catechesi battesimali di Giovanni Crisostomo, pubblicate per la prima volta nelle Sources Chrétiennes nel 1957 (al nr. 50 della serie) e scoperte appena due anni prima in un manoscritto del Monte Athos.
Gli scritti patristici sono pubblicati integralmente in sinossi di testi antichi nelle lingue greca, latina, (ma in alcuni casi anche siriaca o armena) con a fronte la traduzione francese. Alcuni testi orientali e siriaci, tuttavia, sono disponibili solo in traduzione francese.
Molti di questi testi, corredati di apparato critico, sono stati in seguito tradotti nelle lingue tedesca e italiana. Dei circa 560 volumi pubblicati la metà circa (49%) è costituita da testi in lingua greca; un terzo è dedicato ai padri latini (33,8%). Diciassette volumi offrono traduzioni di autori medievali; tredici invece sono dedicati a testi siriaci e aramaici e dieci alla letteratura ebraica antica. Gli autori meglio rappresentati nella serie sono Origene, Giovanni Crisostomo, Tertulliano, Bernardo di Chiaravelle e Filone di Alessandria – questi non è un Padre della Chiesa, ma un filosofo di età giudaico-ellenistica; l'opera di Filone è pubblicata in una serie a parte differente dalla collana standard delle SC anche dal punto di vista grafico. Nella serie si trovano solo due volumi delle opere di Agostino di Ippona, la cui opera è del resto già edita in un'altra serie (la Bibliothèque Augustinienne). L'Istituto delle Sources Chrétiennes ogni anno cura l'edizione di numerosi volumi garantendo in questo modo la continuità della serie.

## Oggi

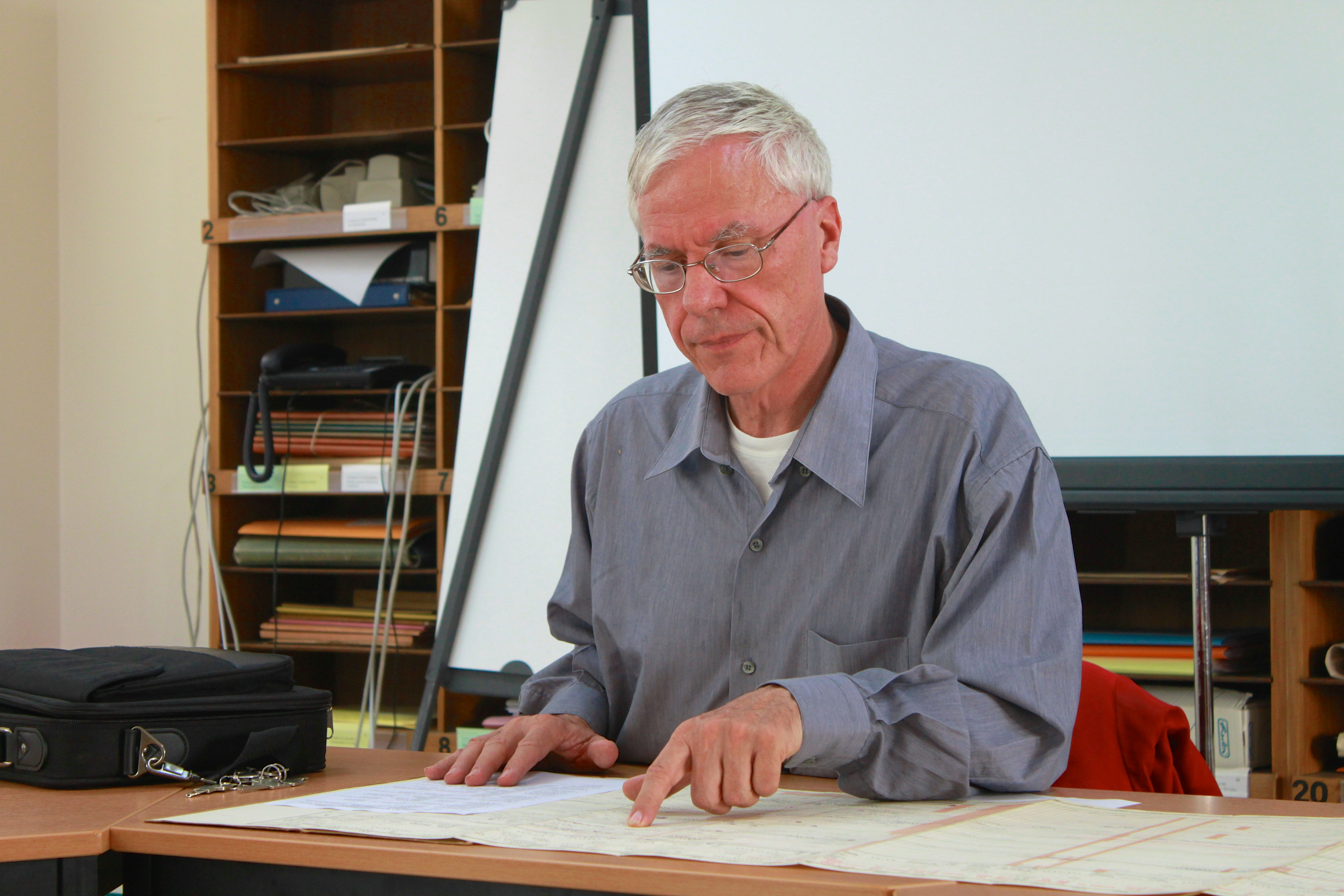
Dominique Gonnet S.J. segretario dell'Istituto delle Sources Chrétiennes.

La serie è oggi edita dall'Institut des Sources Chrétiennes, avente sede a Lione; il cui attuale direttore (dal 2007) è Bernard Meunier, ricercatore del CNRS francese. La collana è ancora oggi pubblicata dalla casa editrice parigina Les Éditions du Cerf.
Oltre all'ordinaria attività editoriale l'Istituto de le Sources Chrétiennes cura anche il progetto online  Biblindex, index scripturaire en ligne des Pères de l'Eglise (in italiano: Biblindex, indice on-line delle citazioni bibliche nei Padri della Chiesa).